# Ло Сяоцзюань
Ло Сяоцзюань  (кит.: 骆 晓娟, 12 червня 1984) — китайська фехтувальниця, олімпійська чемпіонка.

## Виступи на Олімпіадах
| Олімпіада   | Дисципліна      | Місце |
| ----------- | --------------- | ----- |
| Лондон 2012 | шпага, особисті | 17T   |
| Лондон 2012 | шпага, командні | 1     |